# Cantón de Aubergenville
El cantón de Aubergenville (en francés canton d'Aubergenville) es una circunscripción electoral francesa, situada en el departamento de Yvelines, de la región de Isla de Francia.

## Historia
El cantón de Aubergenville nació en el año 1967 de la partición en dos del antiguo cantón de Meulan. La comuna de Chapet primero se une al cantón de Aubergenville recién creado, y después se une al nuevo cantón de Meulan.
Al aplicar el decreto n.º 2014-214 del 21 de febrero de 2014 sufrió una redistribución comunal con cambios en los límites territoriales.